# Tirreno-Adriático 2009
44. edycja Tirreno-Adriático odbyła się w dniach 11-17 marca 2009. Trasa liczyła 7 etapów o łącznym dystansie 1095 km. Wyścig wygrał włoski kolarz w barwach Diquigiovanni-Androni Michele Scarponi.
Jedyny reprezentant Polski startujący w tym wyścigu, Marcin Sapa z Lampre zajął 103. miejsce, ze strata do zwycięzcy blisko 53 minut.

## Etapy
| Etap | Data     | Start - Meta                                        | km       | Zwycięzca etapu                | Lider             |
| ---- | -------- | --------------------------------------------------- | -------- | ------------------------------ | ----------------- |
| 1.   | 11 marca | Cecina – Capannori                                  | 147      | Julien El Fares Francja        | Julien El Fares   |
| 2.   | 12 marca | Volterra – Marina di Carrara                        | 177      | Alessandro Petacchi Włochy     | Julien El Fares   |
| 3.   | 13 marca | Fucecchio – Santa Croce sull’Arno                   | 166      | Tyler Farrar Stany Zjednoczone | Julien El Fares   |
| 4.   | 14 marca | Foligno – Montelupone                               | 171      | Joaquim Rodríguez Hiszpania    | Joaquim Rodríguez |
| 5.   | 15 marca | Loreto Aprutino – Macerata                          | 30 (ITT) | Andreas Klöden Niemcy          | Andreas Klöden    |
| 6.   | 16 marca | Civitanova Marche – Camerino                        | 235      | Michele Scarponi Włochy        | Michele Scarponi  |
| 7.   | 17 marca | San Benedetto del Tronto – San Benedetto del Tronto | 169      | Mark Cavendish Wielka Brytania | Michele Scarponi  |

## Końcowa klasyfikacja generalna
| M-ce | Imię i nazwisko   | Kraj     | Drużyna                      | Czas          |
| ---- | ----------------- | -------- | ---------------------------- | ------------- |
| 1.   | Michele Scarponi  | Włochy   | Diquigiovanni-Androni        | 27h 37min 22s |
| 2.   | Stefano Garzelli  | Włochy   | Acqua & Sapone-Caffè Mokambo | + 0.25        |
| 3.   | Andreas Klöden    | Niemcy   | Team Astana                  | + 0.25        |
| 4.   | Thomas Lövkvist   | Szwecja  | Team Columbia                | + 1.10        |
| 5.   | Ivan Basso        | Włochy   | Liquigas                     | + 1.13        |
| 6.   | Davide Rebellin   | Włochy   | Diquigiovanni-Androni        | + 2.06        |
| 7.   | Linus Gerdemann   | Niemcy   | Team Milram                  | + 2.32        |
| 8.   | Ryder Hesjedal    | Kanada   | Team Garmin-Chipotle         | + 2.33        |
| 9.   | Kanstancin Siucou | Białoruś | Team Columbia                | + 2.41        |
| 10.  | Vincenzo Nibali   | Włochy   | Liquigas                     | + 2.54        |

## Klasyfikacja górska (TOP 3)
| M-ce | Zawodnik        | Kraj      | Drużyna               | Punkty |
| ---- | --------------- | --------- | --------------------- | ------ |
| 1.   | Egoi Martínez   | Hiszpania | Euskaltel-Euskadi     | 10     |
| 2.   | Davide Rebellin | Włochy    | Diquigiovanni-Androni | 6      |
| 3.   | Ermanno Capelli | Włochy    | Fuji-Servetto         | 6      |

## Klasyfikacja punktowa (TOP 3)
| M-ce | Zawodnik        | Kraj            | Drużyna              | Punkty |
| ---- | --------------- | --------------- | -------------------- | ------ |
| 1.   | Julien El Fares | Francja         | Cofidis              | 27     |
| 2.   | Daniele Bennati | Włochy          | Liquigas             | 25     |
| 3.   | Mark Cavendish  | Wielka Brytania | Team Garmin-Chipotle | 22     |

## Klasyfikacja młodzieżowa (TOP 3)
| M-ce | Zawodnik        | Kraj     | Drużyna       | Czas          |
| ---- | --------------- | -------- | ------------- | ------------- |
| 1.   | Thomas Lövkvist | Szwecja  | Team Columbia | 27h 38min 32s |
| 2.   | Vincenzo Nibali | Włochy   | Liquigas      | +1'44         |
| 3.   | Robert Gesink   | Holandia | Rabobank      | +1'55         |